# 李江华
李江华（1965年3月—），男，汉族，海南乐东人，中华人民共和国政治人物。广东广播电视大学海南自治州分校商业企业管理专业毕业。

## 生平
李江华早年在海南省乐东中学读书就读，毕业后于1982年11月参加工作，任海南黎族苗族自治州税务局办事员。1986年9月，改任海南黎族苗族自治州团委青运史研究室负责人、宣传部负责人，期间于1987年10月加入中国共产党，1988年1月调任三亚市，历任任共青团三亚市委宣传部长、副书记、书记、共青团海南省委副书记。2004年12月，任中共海南省委统战部副部长。2006年9月，改任中共五指山市委书记（副厅级）。2010年2月，任中共儋州市委副书记、代市长、市长，成为正厅级干部，2011年11月，改任中共临高县委书记。
2020年4月，改任海南省农业农村厅一级巡视员，现已卸任。